# Cinea
Cinea (in greco antico: Kινέας?, Kinéas, in latino Cìneas; Tessaglia, ... – 272 a.C.?) è stato un diplomatico greco antico.

## Biografia
Fu discepolo dell'oratore Demostene e un carissimo amico del re Pirro d'Epiro, nonché il suo più fidato ambasciatore. Proprio il re epirota disse che Cinea aveva conquistato più città con la sua eloquenza che lui stesso con le armi.
Nel 281 a.C. fu inviato da Pirro a Taranto con 3.000 fanti e, dopo la vittoria del re epirota, ottenuta nella battaglia di Eraclea (280 a.C.), quest'ultimo lo inviò a Roma per dettare le condizioni di pace e restituire i prigionieri catturati al termine della battaglia.
A Roma riuscì a sbalordire il Senato romano: Plutarco racconta che Cinea ricordava perfettamente tutti i nomi dei senatori (che erano davvero tanti) e che il mattino seguente al suo arrivo a Roma li salutò nuovamente uno per uno.

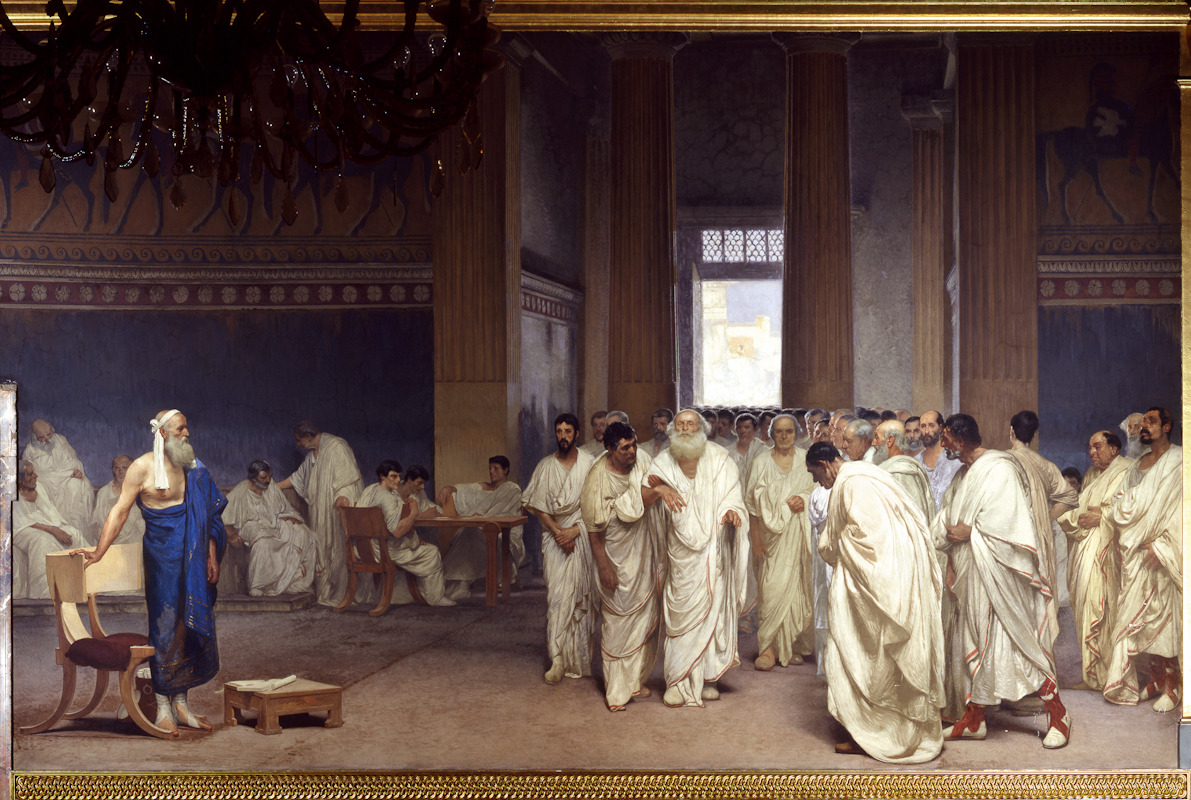
Cesare Maccari, Appio Claudio Cieco in Senato (1881-1888)

Rimase però deluso dall'intervento di Appio Claudio Cieco, che si concluse con queste parole:
(Appiano di Alessandria, Storia di Roma, le guerre sannitiche, X, 2.)
A queste parole seguì l'arruolamento di due nuove legioni affidate a Publio Valerio Levino, al fine di rimpiazzare i caduti in battaglia, alla presenza dello stesso Cinea. Quest'ultimo, sconvolto nel vedere quanti fossero i volontari per questa nuova chiamata alle armi, tornato da Pirro esclamò:
(Appiano di Alessandria, Storia di Roma, le guerre sannitiche, X, 3.)
Nel 278 a.C. fu inviato in Sicilia per trattare con i Cartaginesi. Tre anni dopo, nel 275 a.C., dopo la definitiva sconfitta subita da Pirro a Benevento, fece ritorno assieme a quest'ultimo in Epiro.